# 瑞典政治
瑞典是一個君主立憲制和議會民主制國家。立法權屬於政府和國會。國會議員由比例代表制選舉產生。瑞典首相是瑞典政府的首腦，領導內閣和執政黨，故多是國會最大黨黨魁，並須經國會批准（不信任票不過半）而當選。由於單一政黨難以取得國會多數，籌組政府便需不同的政黨之間談判和合作。籌組政府的過程由國會議長協調和監督，國王在當中沒有角色。自大蕭條以來，瑞典社會民主工人黨在瑞典的政治中佔有重要地位，多次成為執政黨。瑞典大选每四年举行一次。司法機關獨立於政府。
从维京人在庭选举国王开始，到 14 世纪的世袭王权结束，瑞典的民主发展历史基本同西欧一致。目前的瑞典民主体制形成于 19 世纪至 1921 年期间。瑞典政府自 1917 年起在事实上承认了议会制，而自 1975 年起在法律上确立了议会制。

## 宪法
瑞典宪法由四项基本法律组成：
- 政府组织法（瑞典语：Regeringsformen），1974
- 王位继承法（瑞典语：Successionsordningen），1809
- 新闻自由法（瑞典语：Tryckfrihetsförordningen），1766
- 言论自由法（瑞典语：Yttrandefrihetsgrundlagen），1991

四项基本法律中最重要的是 1974 年的政府统治法，它规定了瑞典政治生活的基本原则，界定了权利和自由。王位继承法是瑞典议会和贝尔纳多特王朝之间签订的条约，规定了后者继承瑞典王位的权利。瑞典宪法与大多数西方国家的不同之处在于，它拥有一院制议会、有限的市政自治权以及没有制衡立法机关的最高法院。行政权力被委托给政客，而不是权力分立。

## 君主
- 现任君主：卡尔十六世·古斯塔夫
- 法定继承人：维多利亚王储

## 行政部门

### 政府首脑
瑞典首相由议会议长提名，通过消极议会制（negative parliamentarism）选举产生。这意味着只要少于 175 名议会议员投反对票，无论赞成票或弃权票的数量有多少，首相提名人都会得到通过。

### 政府
瑞典的国家最高行政权力属于政府，由 1 名首相和大约 22 名负责各部门的部长组成。部长的任命由首相全权决定。首相由议长提名，并在议会投票后任命。君主不参与这一过程。推翻政府的唯一方法是在议会通过不信任动议，且该动议必须获得议会总票数的多数（至少 175 票）。当多数议员投反对票时，议会亦有权否决政府的预算提案，这是为了让少数群体也能参与国家治理。
政府的主要职能有：
- 向议会提交法案
- 执行议会的决定
- 对议会批准的预算负责
- 在欧盟内代表瑞典王国
- 与其他国家签订协议

## 立法部门
瑞典的一院制议会共有 349 名议员，每四年进行一次普选。议会的召开时间一般为九月至次年六月中旬。
立法活动可由内阁或议员发起。议员按照比例代表制选举产生，任期四年。议会可以修改瑞典宪法，但必须获得绝对多数的批准并在大选后确认。
自 1917 年改良派巩固实力、革命派退出该党以来，瑞典社会民主工人党一直在议会中占主导地位，至今只有五次大选（1976 年、1979 年、1991 年、2006 年和 2010 年）让中右翼集团在议会中获得了足够的席位来组建政府。这被认为是瑞典战后建设福利国家的原因之一。

## 政党和选举
瑞典每四年举行一次大选，同时进行地方地区选举。上一次选举于 2022 年 9 月 11 日举行。

## 司法部门
瑞典的法律借鉴了日耳曼法、罗马法和英美法，但是既不像法国和其他受法国民法典影响的国家那样编纂法典，也不像美国那样依赖于司法实践和先例。
- 法院：民事和刑事司法权
  - 瑞典最高法院（英语：Supreme Court of Sweden）（瑞典语：Högsta domstolen）
  - 瑞典上诉法院（英语：Courts of appeal in Sweden）（瑞典语：Hovrätter）
  - 瑞典地方法院（英语：District courts of Sweden）（瑞典语：Tingsrätter）
- 行政法院：公民与政府间的诉讼
  - 瑞典最高行政法院（英语：Supreme Administrative Court of Sweden）（瑞典语：Högsta förvaltningsdomstolen）[4]
  - 瑞典行政上诉法院（英语：Administrative courts of appeal in Sweden）（瑞典语：Kammarrätter）
  - 瑞典行政法院（英语：Administrative courts in Sweden）（瑞典语：Förvaltningsrätt）
- 监察员：
  - 议会监察使（瑞典语：Justitieombudsmannen）
  - 司法大臣（英语：Chancellor of Justice）（瑞典语：Justitiekanslern）